# Spiranthes
Spiranthes é um género botânico pertencente à família das orquídeas (Orchidaceae).

## Espécies
1. Spiranthes aestivalis (Poir.) Rich., De Orchid. Eur.: 36 (1817).
2. Spiranthes angustilabris J.J.Sm., Repert. Spec. Nov. Regni Veg. 12: 394 (1913).
3. Spiranthes brevilabris Lindl., Gen. Sp. Orchid. Pl.: 471 (1840).
4. Spiranthes casei Catling & Cruise, Rhodora 76: 527 (1974 publ. 1975).
5. Spiranthes cernua (L.) Rich., De Orchid. Eur.: 37 (1817).
6. Spiranthes delitescens Sheviak, Rhodora 92: 215 (1990).
7. Spiranthes diluvialis Sheviak, Brittonia 36: 11 (1984).
8. Spiranthes eatonii Ames ex P.M.Br., N. Amer. Native Orchid J. 5: 9 (1999).
9. Spiranthes graminea Lindl. in G.Bentham, Pl. Hartw.: 25 (1840).
10. Spiranthes hongkongensis S.Y.Hu & Barretto, Chung Chi J. 13(2): 2 (1976).
11. Spiranthes infernalis Sheviak, Rhodora 91: 226 (1989).
12. Spiranthes lacera (Raf.) Raf., Herb. Raf.: 44 (1833).
13. Spiranthes laciniata (Small) Ames, Orchidaceae 1: 120 (1905).
14. Spiranthes longilabris Lindl., Gen. Sp. Orchid. Pl.: 476 (1840).
15. Spiranthes lucida (H.H.Eaton) Ames, Orchidaceae 2: 258 (1908).
16. Spiranthes magnicamporum Sheviak, Bot. Mus. Leafl. 23: 287 (1973).
17. Spiranthes nebulorum Catling & V.R.Catling, Rhodora 90: 139 (1988).
18. Spiranthes ochroleuca (Rydb.) Rydb., Fl. Plains N. Amer.: 241 (1932).
19. Spiranthes odorata (Nutt.) Lindl., Gen. Sp. Orchid. Pl.: 467 (1840).
20. Spiranthes ovalis Lindl., Gen. Sp. Orchid. Pl.: 466 (1840).
21. Spiranthes parksii Correll, Amer. Orchid Soc. Bull. 16: 400 (1947).
22. Spiranthes porrifolia Lindl., Gen. Sp. Orchid. Pl.: 467 (1840).
23. Spiranthes praecox (Walter) S.Watson in A.Gray, Manual, ed. 6: 503 (1890).
24. Spiranthes pusilla (Blume) Miq., Fl. Ned. Ind. 3: 722 (1859).
25. Spiranthes romanzoffiana Cham., Linnaea 3: 32 (1828).
26. Spiranthes sinensis (Pers.) Ames, Orchidaceae 2: 53 (1908).
27. Spiranthes spiralis (L.) Chevall., Fl. Gén. Env. Paris 2: 330 (1827).
28. Spiranthes sylvatica P.M.Br., N. Amer. Native Orchid J. 7: 194 (2001).
29. Spiranthes torta (Thunb.) Garay & H.R.Sweet in R.A.Howard, Fl. Lesser Antilles, Orchid.: 77 (1974).
30. Spiranthes tuberosa Raf., Herb. Raf.: 45 (1833).
31. Spiranthes vernalis Engelm. & A.Gray, Boston J. Nat. Hist. 5: 236 (1845).